# Луцій Атілій (народний трибун 311 року до н. е.)
Луцій Атілій (лат. Lucius Atilius; IV століття до н. е.) — політичний і державний діяч Римської республіки, народний трибун 311 року до н. е. 

## Життєпис
Походить з плебейського роду Атіліїв. Про молоді роки відомості не збереглися. У 311 році до н. е. його вибрали у народні трибуни разом з Гаєм Марцієм Рутілом Цензоріном і Марком Децієм. Видав закон про вибори військових трибунів (лат. Lex Atilia Marcia). Він дав змогу плебсу брати більшу участь у виборах військових трибунів. Про подальшу долю Луція Атілія відомостей немає. 